# Вощарани
Воща̀рани, още Воща̀рени, Вошча̀рани или Овча̀рани (на гръцки: Μελίτη, Мелити, до 1926 година Βοστεράνη, Востерани или Βοστάρανη, Востарани, на турски: Türbeli, Тюрбели), е село в Република Гърция, в дем Лерин (Флорина), област Западна Македония.

## География
Селото е разположено на Стара река (или Брод или Вощаранска, на гръцки Палиорема), на 20 километра североизточно от демовия център Лерин (Флорина) в подножието на планината Пирица, разклонение на Малка Нидже.

## История

### В Османската империя
Селото се споменава за пръв път в османски дефтер от 1481 година под името Вощарани със 198 домакинства.
В османски данъчни регистри на християнското население от вилаета Филорине от 1626 – 1627 година селото е отбелязано под името Вощеран с 37 джизие ханета (домакинства).
В 1845 година руският славист Виктор Григорович минава през селото и описва в „Очерк путешествия по Европейской Турции“ Вущарни (у турците Тулбелие) като българско село.
В 1861 година Йохан фон Хан на етническата си карта на долината на Вардар отбелязва Тюлбели като българско село.
В 1889 година Стефан Веркович пише, че в селото живеят 107 български семейства (840 души) и 92 турски къщи с 306 мъже турци. В „Етнография на вилаетите Адрианопол, Монастир и Салоника“, издадена в Константинопол в 1878 година и отразяваща статистиката на населението от 1873 година Вощарани (Vochtarani) е посочено като село в Леринска каза с 300 домакинства с 512 жители българи и 503 жители мюсюлмани.
Български учител във Вощарани е Димитър Ставрев от Лерин, а свещеник поп Васил.
Според статистиката на Васил Кънчов („Македония. Етнография и статистика“) в 1900 Вощарени има 810 жители българи и 600 жители турци, а Гьорче Петров („Материали по изучаванието на Македония“) пише, че селото има 131 българо-екзархийски и 109 турски къщи.
На Етнографската карта на Битолския вилает на Картографския институт в София от 1901 година Вощарени е смесено село българи, власи, албанци и турци в Леринската каза на Битолския санджак с 235 къщи.
По данни на секретаря на екзархията Димитър Мишев („La Macédoine et sa Population Chrétienne“) в 1905 година във Вощарани има 1032 българи екзархисти и 56 патриаршисти и функционира българско училище.
По време на Илинденското въстание от 1903 година 86 души участват във въстаническите чети, от които са убити петима. Убити от турците са и мирните граждани Зафир Иванов и Стойче Колев. Христо Силянов пише, че след въстанието към април 1904 година и последните гъркомански къщи в селото минават под върховенството на Българската екзархия. Според телеграма, изпратена от местните жители до Отоманския парламент, през 1909 година в селото вече няма патриаршисти. Във връзка със споровете с Патриаршията обаче църквата във Вощарани, която от 1891 година е недостъпна за българите-екзархисти, е затворена.
В първите дни на април 1908 година властта претърсва селото, като обиските са съпроводени с изтезния и насилие.
През септември 1910 година селото пострадва по време на обезоръжителната акция на младотурците. На 5 септември българското население е затворено в джамията и хюкюмата и селяните са бити. Пострадват двамата кметове Васил Марков и Трифун Гилев и селяните Коста Мишев, Трайко Гочев, Ваньо Трайков, Русе Петрев, Илия Колев, Васил Ристев, Гиче Барджов, Мице Танов, Ташо Стойчев, Божин Ристев, Коле Ванков, Косто Тръпчев, Стойче Гонев, Недан Чавдаров, Дино Крушорадец, Мице Дельов, Мице Костов, Лазо Ристев, Ристо Вельов, Пандил Ванев и Петре Корчаков.
При избухването на Балканската война в 1912 година един човек от Вощарани е доброволец в Македоно-одринското опълчение.

### В Гърция
По време на войната в селото влизат гръцки войски и след Междусъюзническата остава в Гърция. За кратко селото е освободено от българската армия по време на Първата световна война, за да бъде отново върнато в Гърция по Ньойския договор. Боривое Милоевич пише в 1921 година („Южна Македония“), че Овчарани има 200 къщи славяни християни и 200 къщи турци. След разгрома на Гърция в Гръцко-турската война в 1924 година турското население на Вощарани се изселва и на негово място са заселени 40 семейства (182 души) гръцки бежанци от Понт и Източна Тракия. В 1928 година селото е смесено българо-бежанско и има 55 бежански семейства с 211 души. В 1926 година селото е прекръстено на Мелити.
След разгрома на Гърция от Нацистка Германия през април 1941 година в селото е установена българска общинска власт и вощаранци участват активно в българската защитна организация „Охрана“. След изтегянето на германците в 1946 година 20 души от Вощарани са съдени за членство в „Охрана“ от Леринския съд.
Селото пострадва значително по време на Гръцката гражданска война – в Югославия и другите социалистически страни се изселват 66 семейства от български произход и 12 понтийски.
Според изследване от 1993 година селото е смесено „славофонско-бежанско“, като „македонският език“ в него е запазен отлично, а понтийският гръцки слабо.
В селото има три църкви – „Свети Илия“ (1877), „Света Ирина“, и „Свети Георги“, в подножието на която има развалини от по-стара църка, известна като Бела църква (Μπέλα Τσρκφα). Съборът на селото е на Илинден по стар стил (19 – 20 юли), който след 1988 година се превръща в най-важното събитие за населението с македонско национално самосъзнание в Гърция, гравитиращо около партията Виножито.
През 2013 година кметството на селото изпраща петиция с 200 подписа, с която от гърцката власт се иска в основните и средните училища на селото обучението да бъде на македонска литературна норма.
| Име                           | Име             | Ново име       | Ново име       | Описание                                                                      |
| ----------------------------- | --------------- | -------------- | -------------- | ----------------------------------------------------------------------------- |
| Цуцано или Частано или Туцано | Τουτσάνο        | Визактра       | Βυζάκτρα       | местност на Ю от Вощарани и на С от Забърдени                                 |
| Църновръх                     | Τσαρνοβρικ      | Маври Корифи   | Μαύρη Κορφή    | връх на ЮЮИ от Вощарани и на ССИ от Забърдени                                 |
| Бричен Турчин                 | Μπρίτσιν Τούρνα | Гимно          | Γυμνό          | връх на ЮИ от Вощарани и на СИ от Забърдени                                   |
| Врагова падина                | Βράγου Παντίνα  | Дяволопетрасма | Διαβολοπέρασμα | местност на ЮИ от Вощарани и на СИ от Забърдени                               |
| Краста                        | Κράστα          | Псоротопос     | Ψωρότοπος      | местност на ЮИ от Вощарани и на СИ от Забърдени, СИ под връх Крастите (840 m) |
| Перийца или Пирийца           | Πιριΐτσα        | Пиги           | Πηγή           | местност и връх на ИЮИ от Вощарани и на СИ от Забърдени (1017 m)              |
| Присово                       | Πρίσοβο         | Просилион      | Προσήλιον      | връх на И от Вощарани (1013 m)                                                |
| Марчинско                     | Μαρτσίνσκο      | Анатолико      | Άνατολικό      | местност на ЮИ от Вощарани                                                    |
| Камен дол                     | Κάμεν Ντόλ      | Петрорема      | Πετρόρεμα      | река на И от Вощарани, ляв приток на Стара река                               |
| Добро поле                    | Ντοπροπόλιε     | Гонимон        | Γόνιμον        | местност и връх на И от Вощарани (914 m)                                      |
| Пожарница                     | Ποζαρνίτσα      | Драгата        | Δραγάτα        | местност на СЗ от Вощарани                                                    |
| Кара Топрак                   | Καρά Τοπράκ     | Катофли        | Κατώφλι        | местност на СЗ от Вощарани и на ССИ от Неокази                                |

### Преброявания
- 1913 – 1519 жители
- 1920 – 1292 жители
- 1928 – 1388 жители
- 1940 – 1759 жители
- 1951 – 1666 жители
- 1961 – 1756 жители
- 1971 – 1445 жители
- 1981 – 1511 жители
- 2001 – 1535 жители
- 2011 – 1432 жители

## Личности
Родени във Вощарани
- Йован Тафо, българин, православен, арестуван преди април 1904 година, обвинен във „включване в българския бунтовнически комитет и употреба на оръжие срещу османската войска“, осъден от Извънредния съд на 3 години каторга, лежал в Битолския затвор, амнистиран с общата амнистия от 12 април 1904 година[32]
- Илия Петров (1890 – ?), македоно-одрински опълченец, Четвърта рота на Пета одринска дружина[33]
- Дядо Ичо Вощарански (1850 – ?), български революционер от ВМОРО
- Екатерина Оклева, българска учителка и революционерка от ВМОРО
- Коле Симитчиев (1918 – 2003), революционер и славист
- Минче Гьондев (Гиондев), деец на ВМОРО, войвода на чета от 25 души по време на Илинденско-Преображенското въстание[34]
- Наум Качбанов (на гръцки: Ναούμ Κωστίδης, Наум Костидис), участник в съпротивителното движение през Втората световна война, убит от български активисти
- Петре Качаров (1924 – 1949), гръцки комунист, войник на ДАГ, загинал в битката за Лерин[35]
- Русе Ангеловски, деец на ВМОРО
- Тошо Качбанов, гръцки комунистически партизанин, син на Наум Качбанов
- Фана Кирова Карагирова, българска революционерка от ВМОРО[36]
- Христо, деец на ВМОРО, загинал при Попадия[37]
- Юстин Бардакас (р. 1969), гръцки духовник
- Янко Калинчев (1935 – 2019), северномакедонски активист в Австралия

Починали във Вощарани
- Колю (Калчо) Тодоров Калчев, български военен деец, поручик, загинал през Първата световна война[38]
- Станчо Василев Топузов, български военен деец, капитан, загинал през Първата световна война[39]
- Христо Петров Дюлгеров, български военен деец, поручик, загинал през Първата световна война[40]

Други
- Кица Колбе (р. 1951), северномакедонска писателка, по произход от Вощарани